# Gos bordant a la lluna
Gos bordant a la lluna és un quadre pintat per Joan Miró al Mont-roig del Camp el 1926 i que actualment forma part de la col·lecció permanent de la Museu d'Art de Filadèlfia, als Estats Units.

## Descripció
Es tracta d'una obra nocturna on apareix una escala que uneix el cel i la terra, un gos i una lluna. L'escala ja havia sortit anteriorment a obres com La masia, per bé que és uma manifestació primerenca d'aquest element tan propi de la iconografia mironiana.

## Anàlisi

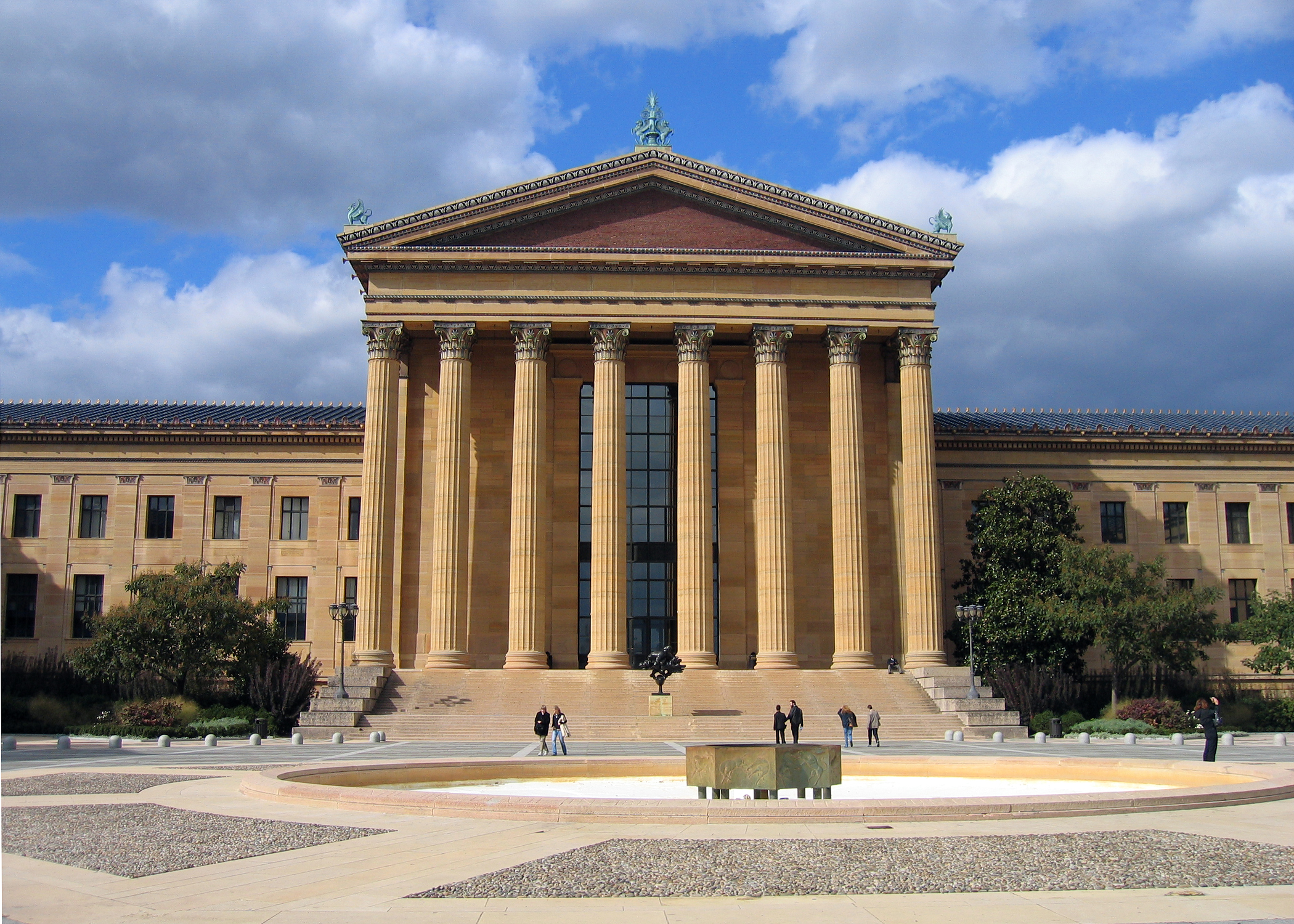
Façana del Museu d'Art de Filadèlfia, on es conserva l'obra.

L'obra és una de les primeres pintures que formen part del grup de paisatges animats. El mateix Joan Miró comenta l'obra en una conversa amb Gaëtan Picon: 
| «            | Jo havia fet una mena d'historieta il·lustrada. Se me'n fot, saps. Això és el que responia la lluna al gos que bordava: bub bub... A més, li havia posat com a títol: Bub-bub bordant a la lluna. Que com em venien aquests dibuixos, aquestes idees de quadres? Tornava al vespre al meu taller de la rue Blomet, em ficava al llit sense haver menjat res, veia coses i les anotava en uns blocs. Veia formes a les esquerdes de les parets, al sostre, sobretot al sostre... | » |
| — Joan Miró. | |   |

Segons Michael R. Taylor, aquesta obra forma part del grup de quadres on Miró demostra la seva relació amb el paisatge català, nucli del seu centre emocional durant gran part de la seva vida. Hi ha un esbós on el pot veure que la lluna li contesta al gos dient: "Tu saps, no m'importa un rave", escrit en català. Les paraules no van ser incloses en la versió definitiva de l'obra. Per Taylor, aquesta extraordinària combinació de món terrenal, misticisme i humor representa un dels trets més característics de l'obra pictòrica de Joan Miró.
Pilar Parcerisas, en parlar de l'obra, comenta: «Miró, com Orwell en Animal farm, s'escudà rere els animals per expressar una actitud rebel, i constitueix una mena d'autoretrat canviant. El gos en l'acció de bordar dispara el verb cap a un infinit còsmic, en paisatges solitaris presidits per l'escala de l'evasió»